# Grizzly II: Revenge
Grizzly II: Revenge, auch als Grizzly II: The Predator oder Grizzly II. The Concert bekannt, ist ein US-amerikanischer Tierhorrorfilm von André Szöts. Es handelt sich um die Fortsetzung von Grizzly aus dem Jahr 1976. Der Großteil der Szenen wurde bereits 1983 abgedreht, nach chaotischen Dreharbeiten konnte der Film aber erst im Jahr 2020 Premiere feiern.

## Handlung
Im Yellowstone-Nationalpark streifen Grizzlybären und andere Wildtiere frei herum, während Wanderer und Camper in Hülle und Fülle unterwegs sind. Der National Park Service ist mit dem Schutz des Parks und seiner Tierwelt beauftragt, und die Ranger sind immer auf der Suche nach Wilderern. Der Park bereitet sich auf ein dreitägiges großes Rockkonzert in Grover Meadows vor und erwartet 50.000 Besucher. In der Ranger-Station informiert Chief Ranger Nick Hollister die Ranger über die bevorstehende Veranstaltung.
Harvey, ein Wilderer, jagt einen Grizzlybären und tötet schließlich ein Junges und verwundet seine Mutter. Die Grizzlybärin, die auf Rache sinnt, greift Harvey an und tötet ihn. Nick und Pete, der Head Park Ranger, geben die Neuigkeiten an Eileene Draygon, die Superintendentin von Summit, weiter. Sie drängen Draygon, das Konzert zur Sicherheit aller abzusagen, aber Draygon verweigert die Bitte.
Zurück in der Ranger-Station ist Samantha Owens, Direktorin des Bärenmanagements, entschieden dagegen, den Grizzlybären zu töten. Sie besteht darauf, den Bären mit Hilfe von Bouchard, dem weltberühmten Grizzly-Experten aus Kanada, zu lokalisieren, zu betäuben und umzusiedeln. Die drei Teenager Ron, Tina und Lance wandern währenddessen durch den Park zum Konzert. Sie betreten unbeirrt das Grizzly-Territorium und schlagen ihr Lager auf. Am Abend erscheint ein Grizzlybär, der die Jugendlichen angreift und schließlich tötet.
Am nächsten Morgen finden Nick, Pete und Samantha die Leichen von Ron, Tina und Lance, was die Besorgnis über das am nächsten Tag geplante Konzert verstärkt. Nick fordert seine Männer auf, den Grizzlybären zu finden und zu töten. Da ihm die Möglichkeiten ausgehen, fährt Nick zu Draygon und übergibt einen Bericht über die neuen Todesfälle. Nick bittet erneut um Hilfe, aber Draygon lehnt erneut ab. Zurück im Wald findet Pete derweil die anderen Wilderer und will sie in Gewahrsam nehmen. Diese widersetzen sich der Festnahme und greifen Pete an. Sie schlagen ihn bewusstlos und lassen ihn zurück. Der Grizzlybär nimmt den Geruch von Pete wahr und erreicht den Platz, an dem er gerade zur Besinnung kommt. Der Bär beginnt ihn nun zu jagen. Letztendlich kann der Bär Pete in einer Höhle töten.
Am Tage des Konzerts trifft Charlie, der Konzertmanager, die letzten Vorkehrungen. Große Menschenmengen strömen zum Veranstaltungsort. Inzwischen bauen die Wilderer Fallen, indem sie große Löcher graben und scharfe und tödliche Pflöcke hineinstecken. Allerdings wird der Grizzlybär beim Herumstreifen durch den Wald auf die Wilderer aufmerksam und tötet sie mit Leichtigkeit. Nick und Samantha, die Ranger und Bouchard, zerstreuen sich, um den Grizzlybären aufzuspüren. Derweil erreicht der Grizzlybär das Konzertgelände. Unbemerkt von der drohenden Gefahr geht das Konzert weiter und die Menge genießt die hochmodernen englischen Rockbands.
Backstage trifft Bouchard auf den Grizzlybären und sticht auf diesen ein. Der Grizzlybär wehrt sich und tötet Bouchard mit einem gezielten Prankenhieb. Nick muss nun schnell handeln. Er erregt die Aufmerksamkeit des Grizzlybären und lockt ihn auf seine Seite der Konzertbühne. Dort sind Gerätschaften unter Hochspannung aufgebaut. In der Folge des Gefechts kommt der Grizzlybär aufgrund eines Stromschlags zu Fall und stirbt. Draygon versichert dem Publikum, der inszenierte Bärentod gehöre zum Tagesprogramm. Das Konzertpublikum jubelt und applaudiert daraufhin, ohne jemals die Wahrheit über die tatsächlichen Ereignisse zu erfahren.

## Produktion und Veröffentlichung

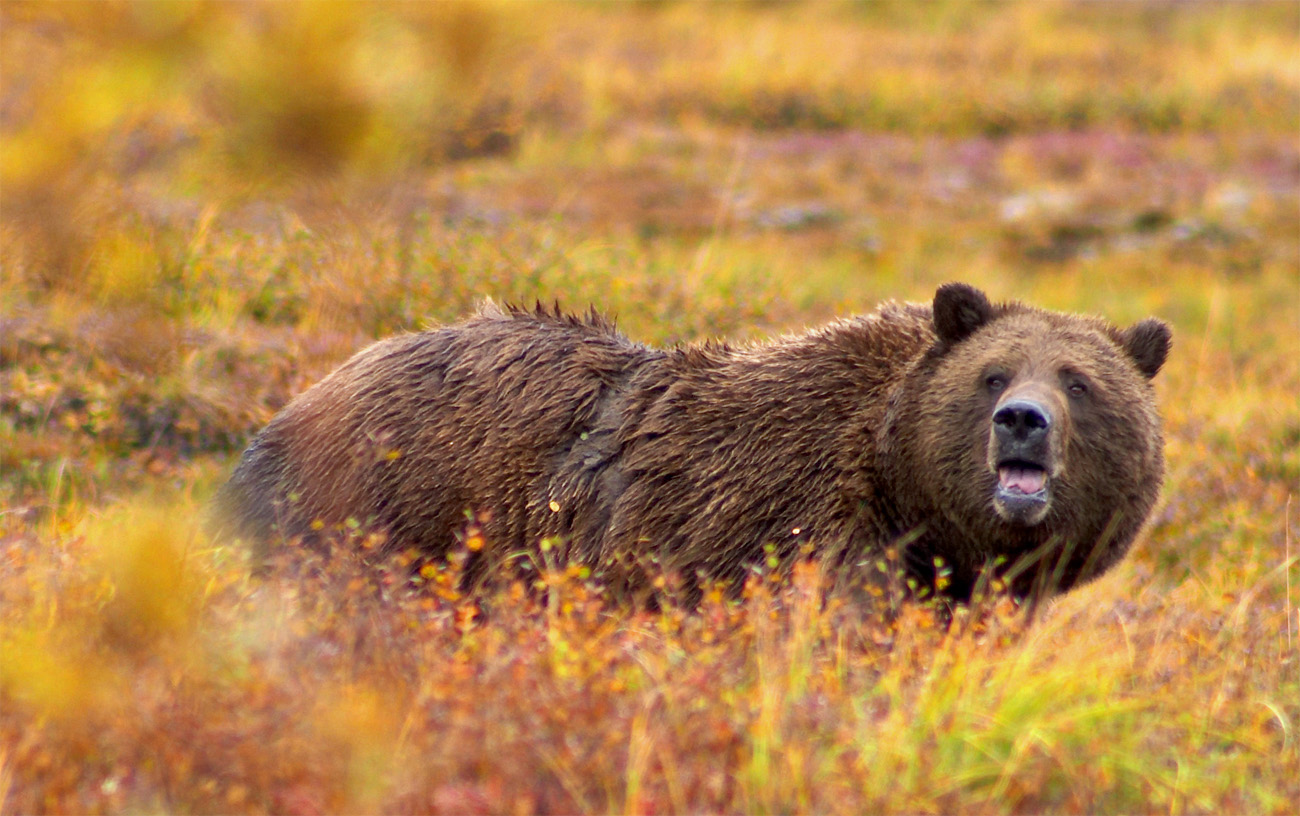
Ein Grizzlybär.

Der Film gilt als lose Fortsetzung zu Grizzly aus dem Jahr 1976.
Er wurde 1983 in Ungarn gedreht, konnte aber aufgrund eines unzureichenden Budgets von geschätzten 7,5 Mio. US-Dollar nicht beendet werden. Andere Quellen behaupten, dass sich einer der Executive Producer mit dem Filmbudget abgesetzt hat. Die bestehenden Aufnahmen und Requisiten wurden als Anzahlung von der ungarischen Regierung einbehalten. Gerüchte, dass der animierte Bär nicht richtig funktionierte, wurden dementiert. 1987 erwarb The Cannon Group die Rechte am bereits gedrehten Filmmaterial. Allerdings geriet der Film nach der Insolvenz des Studios Ende der 1980er Jahre in Vergessenheit. 2007 tauchte eine Workprint-Fassung des Films auf, die zeitweise auf YouTube abrufbar war.
Trotz des geringen Budgets konnten mit Steve Inwood und Louise Fletcher in den Hauptrollen größere Namen verpflichtet werden. John Rhys-Davies feierte zwei Jahre zuvor seinen internationalen Durchbruch mit Jäger des verlorenen Schatzes. Die damals noch unbekannten Schauspieler George Clooney, Laura Dern und Charlie Sheen verkörpern Jugendliche, die bereits in den ersten sechs Minuten Opfer der Bären wurden. Aus verkaufsstrategischen Gründen wurden ihre Namen ab der Veröffentlichung des Films dennoch an erster Stelle geführt. Martin Sheen hatte seinem Sohn dazu geraten, anstelle einer Rolle in Karate Kid in diesem Film mitzuspielen.
2020 gab Produzentin Suzanne Csikos-Nagy an, dass die fehlenden Szenen nachgedreht wurden und das bereits bestehende Material neu abgetastet wurde. Dadurch war es möglich, den Film in bestmöglicher Qualität zu präsentieren. Am 17. Februar 2020 erfuhr der Film seine Premiere in den USA. Anfang 2021 erschien der Film über Gravitas Ventures auf Blu-ray und VOD.
Im Rahmen der Sendereihe Die schlechtesten Filme aller Zeiten auf Tele 5 erfuhr der Film am 8. April 2022 seine Free-TV-Premiere.

## Rezeption
Auf Rotten Tomatoes hat der Film bei 12 Reviews eine Bewertung von 8 % erhalten. In der Internet Movie Database hat der Film bei über 1.200 Stimmenabgaben eine Wertung von 2,9 von 10,0 möglichen Sternen.
Dennis Harvey von Variety bezeichnet den Film als „unvollständiges Durcheinander“. Er kritisiert die Top-Abrechnungsanzeigen von George Clooney, Laura Dern und Charlie Sheen, obwohl sie jeweils nur wenige Minuten auf dem Bildschirm erschienen. Die Spezialeffekte seien ebenfalls von schlechter Qualität, insbesondere für die Bärenangriffsszenen, und er nennt sie „käsig abrupte, schlecht tarnende fehlerhafte Effektarbeit“. Er findet auch, dass die Musikpartitur des Films aus zufällig zusammengefügten und nicht kohärenten Tonstücken bestehe.
Jeannette Catsoulis von der New York Times bezeichnet die Regie des Films als „rührende Inkompetenz“. Catsoulis findet die Dialoge dämlich und den Ton manchmal unsicher. Das Ableben der Bärenmutter sei enttäuschend und bräuchte einen besseren Abschied.